# Palazzo Spada

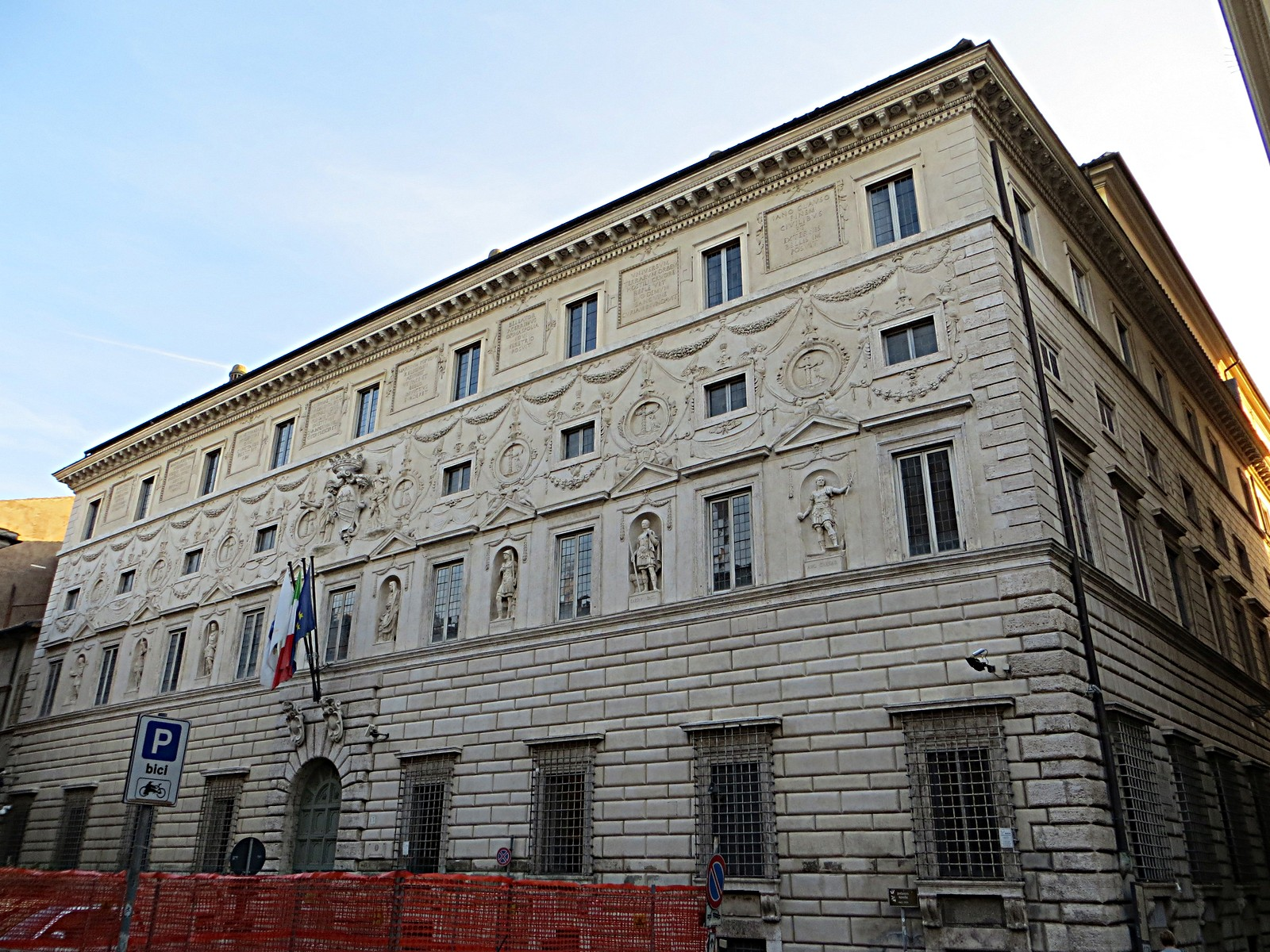
Palazzo Spada, Detail der Fassade

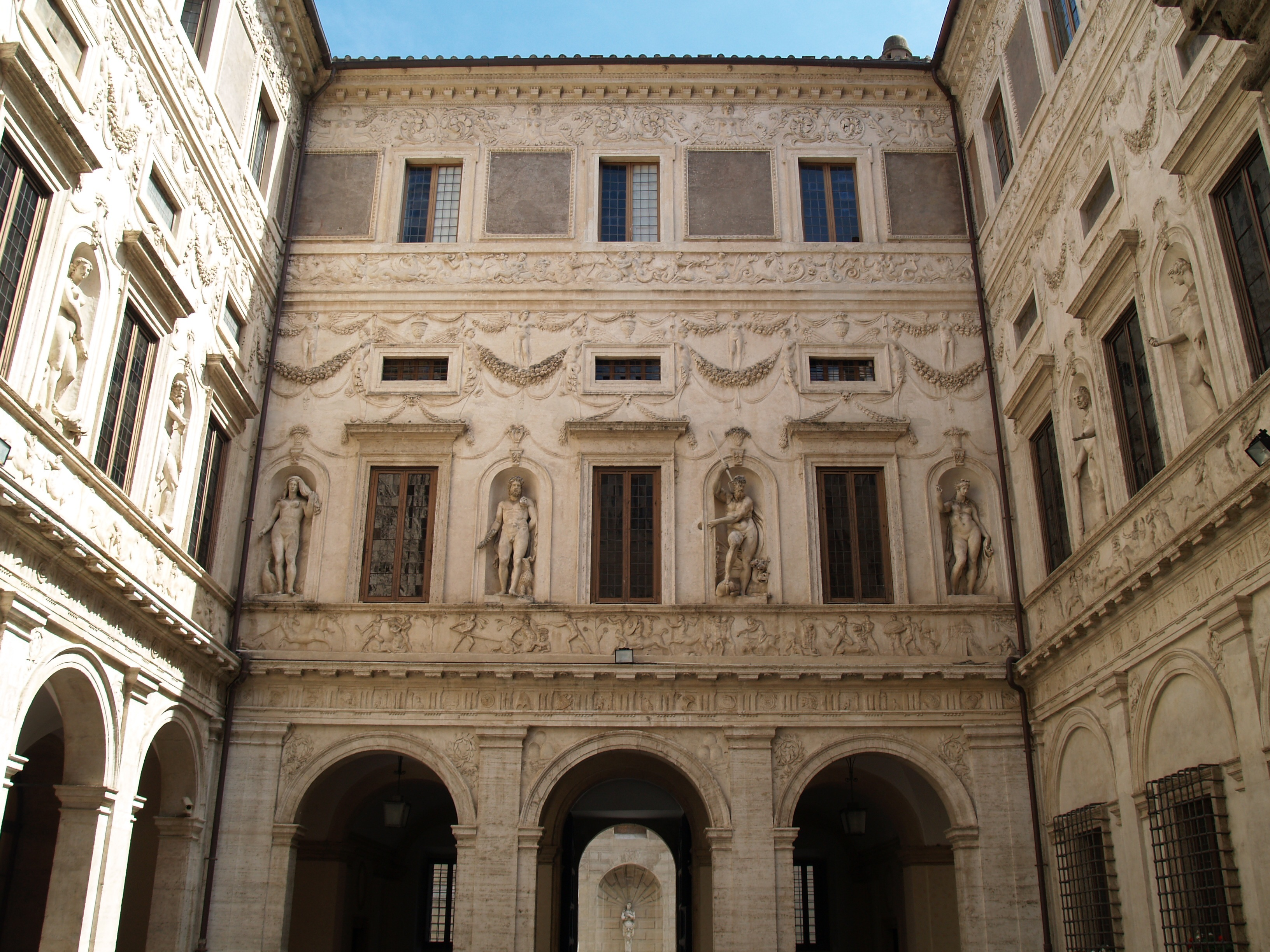
Palazzo Spada: Innenhof (Cortile)

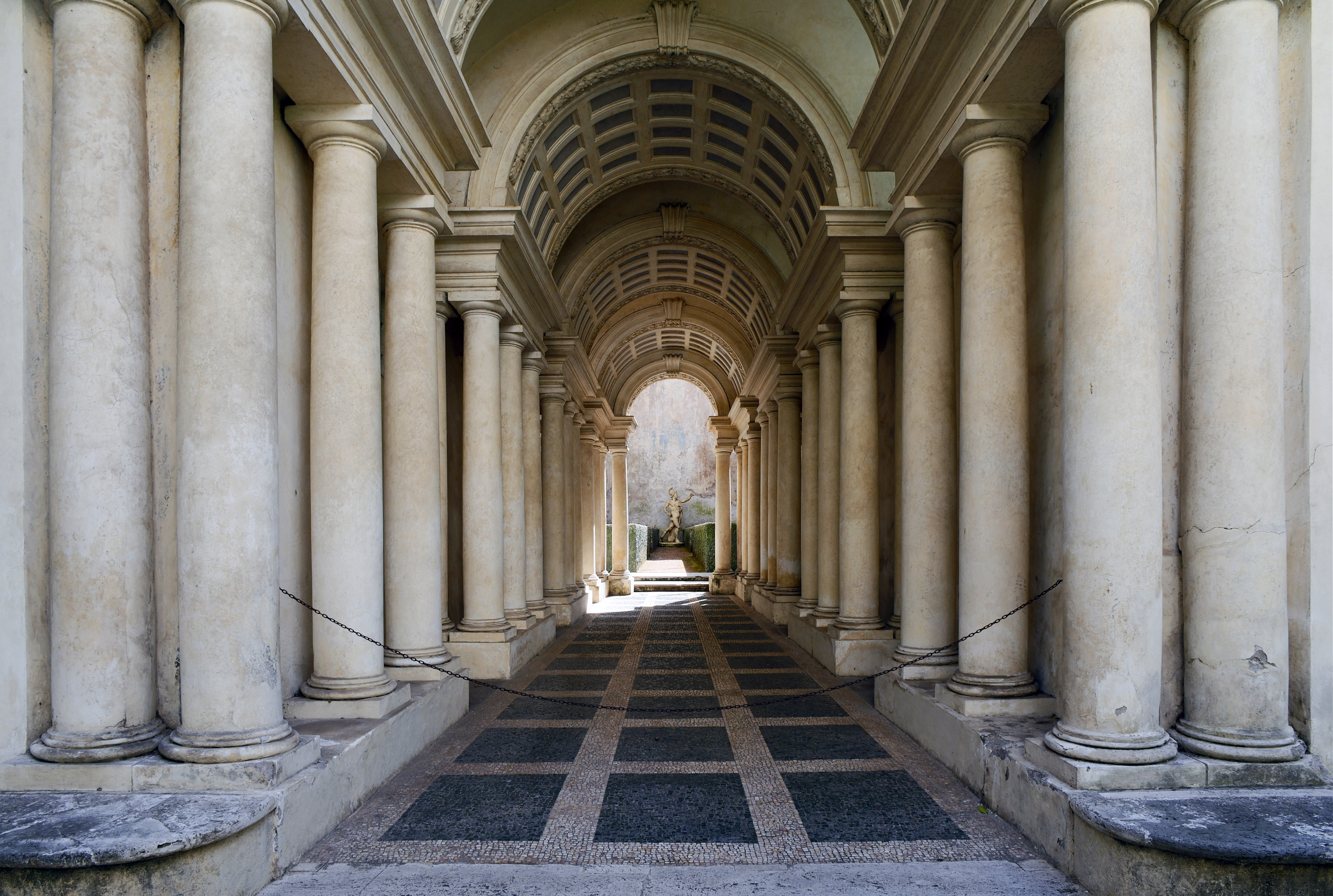
Palazzo Spada: architektonisches Trompe-l’œil von Francesco Borromini

Der Palazzo Spada ist einer der großen Stadtpaläste in Rom und befindet sich an der Piazza Capo di Ferro. Er ist für seine Fassade, für die perspektivische Galerie und für die Bildersammlung berühmt.

## Geschichte
Ab 1548 wurde der Palast im Auftrag Kardinals Girolamo Recanati Capodiferro durch den Architekten Bartolomeo Baronino erbaut. Die Fassade zeigt acht Statuen bedeutender Personen der römischen Antike, deren Leistungen in lateinischen Inschriften erläutert werden. 1632 ging das Renaissancegebäude in den Besitz Bernardino Spadas über, dessen Namen es bis heute trägt. Er beauftragte Francesco Borromini ab 1635 mit Restaurierungsarbeiten an den Fassaden und regte Borromini zu der an der geschlossenen Hofseite zwischen 1652 und 1653 errichteten Galerie an. Angeblich hatte er bei dieser Arbeit nur den Augustinerpater Giovanni Maria da Bitonto als Hilfe beim Bau. Der Gang geriet zu einem perspektivischen Meisterwerk. Die mit mächtigen Säulen bestückte Anlage täuscht eine optische Tiefe von ca. 35 Metern vor, obwohl sie nur 8,82 Meter lang ist. Sowohl die immer kleiner werdenden Säulen als auch das Muster an den Wänden und am Boden verstärken diesen Eindruck. Um den Effekt zu vergrößern, steigt auch der Boden leicht an, während sich das Gewölbe absenkt.
Seit 1927 ist der Palazzo Spada Sitz des italienischen Staatsrates.
In den historischen Räumen des Palazzo befindet sich die bedeutende Kunstsammlung mit Werken aus dem 16. und 17. Jahrhundert. Unter anderem sind Gemälde von Andrea del Sarto, Guido Reni, Tizian, Brueghel, Guercino, Peter Paul Rubens, Albrecht Dürer, Caravaggio, Domenichino, Annibale Carracci, Salvator Rosa, Parmigianino, Mastellétta, Francesco Solimena und Artemisia Gentileschi ausgestellt. Die Bildersammlung ist für Besucher zugänglich.